# Tumor
Tumor lahko pomeni oblasto oteklino, ki nastane zaradi vnetja ali poškodbe. Pogosteje pa se ta izraz uporablja za nenormalno in nekontrolirano rast nekega tkiva. V ožjem smislu tumor pomeni isto kot neoplazma ali novotvorba. Beseda sama pove samo, da gre za nekaj novega, novotvorbo, ne pove pa, ali je ta novotvorba maligna (nevarna) ali benigna (manj nevarna). Kadar je tumor maligen, govorimo o rakavem tumorju, kadar pa je benigen pa o nerakavem.